# 아 링 야웅
아 링 야웅(버마어: အလင်းရောင် →빛, 본명: ဝေယံမြင့်; 1992년 4월 22일 ~ )은 미얀마의 배우, 가수, 모델이다.